# Rasmus Videbæk
Rasmus Videbæk, né le 21 février 1973 à Copenhague (Danemark), est un directeur de la photographie danois.
Videbæk est lauréat de l'Ours d'argent de la meilleure contribution artistique  à la Berlinale 2019 pour le film L'Été où mon père disparut (Ut og stjæle hester) de Hans Petter Moland.

## Filmographie

### Au cinéma
- 1998 : Begravelsen
- 2000 : Digitale dage - er det paven der taler
- 2000 : Hotel Pandemonium
- 2000 : Kikser
- 2000 : Lost Weekend
- 2000 : Siden sidst
- 2000 : Timbuktoo
- 2000 : Under dagen
- 2002 : Kokken
- 2002 : Skoda
- 2002 : Tyr
- 2003 : Lauges kat
- 2003 : Midsommer
- 2003 : Nói l'albinos
- 2003 : Old, New, Borrowed and Blue (Se til venstre, der er en Svensker)
- 2004 : Fluen
- 2004 : Kongekabale
- 2004 : Villa Paranoïa (également producteur)
- 2005 : Krøniken
- 2005 : Murk (Mørke)
- 2005 : Pip & papegøje
- 2007 : L'Île aux sorciers
- 2007 : Ledsaget udgang
- 2008 : Vi der blev tilbage
- 2009 : Mørk & Jul
- 2009 : The Good Heart
- 2010 : 1001 hemmeligheder for børn og ikke for voksne
- 2010 : Sandheden om mænd
- 2011 : Lykke
- 2012 : Royal Affair
- 2013 : Skytten
- 2014 : Hornsleth : Deep Storage Project
- 2014 : Kapgang
- 2015 : L'Histoire du géant timide
- 2015 : Lang historie kort
- 2015 : Viens avec moi
- 2017 : La Tour sombre
- 2017 : QEDA (da)
- 2018 : Horse Soldiers de Nicolai Fuglsig
- 2019 : L'Été où mon père disparut (Ut og stjæle hester) de Hans Petter Moland
- 2022 : Rose de Niels Arden Oplev
- 2023 : Bastarden de Nikolaj Arcel

## Distinctions
- 2013 : Bodil du meilleur directeur de la photographie pour Royal Affair
- Prix du cinéma européen 2023 : Meilleur directeur de la photographie pour Bastarden

- (en) Rasmus Videbæk: Awards, sur l'Internet Movie Database